# خطر (آلبوم شکیرا)
«خطر» (به اسپانیایی: Peligro) آلبومی از هنرمند اهل کلمبیا شکیرا است که در ۲۵ مارس ۱۹۹۳ منتشر شد.